# Marina Berg (Diplomatin)

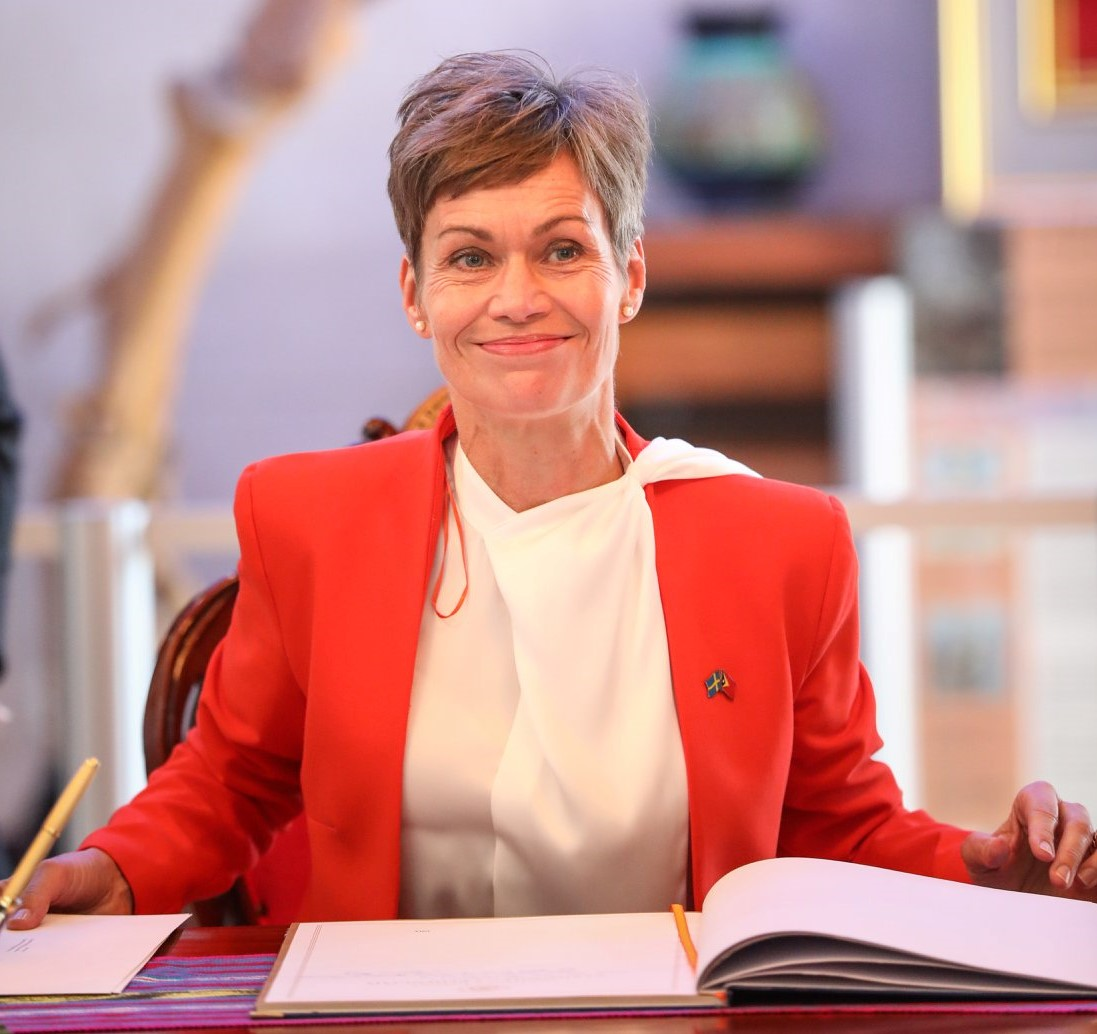
Marina Berg (2020)

Marina Berg ist eine schwedische Diplomatin.

## Werdegang
An der Universität Lund studierte  sie Wirtschaft von 1989 bis 1992. Danach folgte ein Master-Studium an der Johns Hopkins University in Bologna von 1992 bis 1993.
Berg arbeitete im schwedischen Außenministerium unter anderem in der Abteilung für die Europäische Union und die Abteilung für afrikanische Angelegenheiten. Zuletzt war sie Direktor und stellvertretende Leiterin der Abteilung für Entwicklung und Kooperation, bevor sie 2018 schwedische Botschafterin für Indonesien in Jakarta wurde. Die Zweitakkreditierung für die ASEAN übergab Berg am 5. März 2019 und für Osttimor am 21. Februar 2020 Osttimors Präsident Francisco Guterres. Das Amt hatte Berg bis 2023 inne.